# Sunday Akanni Wasiu
Sunday Akanni Wasiu (ur. 18 marca 1984 roku) – nigeryjski piłkarz, występujący na pozycji napastnika.